# You Are the Apple of My Eye
Pour plus de détails, voir Fiche technique et Distribution.
You Are the Apple of My Eye (那些年，我們一起追的女孩, Na xie nian, wo men yi qi zhui de nv hai) est un film taïwanais réalisé par Giddens Ko, sorti en 2011.

## Fiche technique
- Titre : You Are the Apple of My Eye
- Titre original : 那些年，我們一起追的女孩 (Na xie nian, wo men yi qi zhui de nv hai)
- Réalisation : Giddens Ko
- Scénario : Giddens Ko
- Pays d'origine : Taïwan
- Genre : comédie dramatique
- Date de sortie : 2011

## Distribution
- Kai Ko : Ko Ching-teng / Ko-teng
- Michelle Chen : Shen Chia-Yi
- Hao Shao-wen : Hsieh Ming-ho / Fattie

## Récompenses
- Hong Kong Film Award du meilleur film chinois ou taïwanais à la 31e cérémonie des Hong Kong Film Awards
- Prix du public au Festival du film de Taipei
- Meilleur nouvel acteur au Golden Horse Film Festival and Awards pour Kai Ko